# Église Saint-Martin-le-Vieux
Pour les articles homonymes, voir église Saint-Martin.
L'église Saint-Martin-le-Vieux est une église romane située à Casteil, dans le département français des Pyrénées-Orientales. Après son abandon au XVIIIe siècle, elle est progressivement tombée en ruines. L'édifice actuel a été reconstruit en 1978 et 1979.